# Марчевский, Казимеж (архитектор)
Марчевский Казимеж (пол. Kazimierz Marczewski; 14 августа 1903, Гданцевка, Херсонская губерния — 7 июля 1977, Варшава) — польский архитектор и градостроитель.

## Биография
Родился 14 августа 1903 года в посёлке Гданцевка (ныне в черте города Кривой Рог).
Окончил архитектурный факультет Варшавского технологического университета.
С сентября 1939 года работал в управлении регионального планирования, где также располагалась секретная архитектурная мастерская.
В 1944 году участвовал в Варшавском восстании в рядах Армии Крайовой, состоял в 6-м батальоне OW PPS (Oddziały Wojskowe Pogotowia Powstańczego Socjalistów), действовавшем в составе группы «Пулноц». Затем направлен в командование Варшавско-Полудненской площади. После падения восстания попал в плен, однако, сведений о том, где он находился нет.
В 1945 году вернулся в Варшаву. Был одним из соучредителей управления капитальной реконструкции.
Умер 7 июля 1977 года в Варшаве. Похоронен на Повонзком кладбище (участок 59-5-14).

## Архитектурная деятельность
Соавтор планов пространственного развития Варшавы, включая генеральный план, и Варшавского муниципального комплекса, проектировал объекты общественного назначения.
Член редколлегии журнала «Архитектура и строительство». От имени ООН работал экспертом по восстановлению Скопье.

### Произведения
- Дом слова польского (со Стефаном Путовским и Зигмунтом Скибневским);
- Кинотеатр «Москва» в Варшаве[4] (со Стефаном Путовским);
- Памятник-мавзолей Владиславу Хибнеру, Владиславу Кневскому и Генрику Рутковскому с парком их имени (совместно с Зигмунтом Стемпинским и Кристиной Оницховой);
- Беллона в Варшаве[5].

## Награды
- Рыцарский крест ордена Возрождения Польши (1955).